# Клевенка (село)
Кле́венка — село в Ивантеевском районе Саратовской области, в составе сельского поселения Канаёвское муниципальное образование.
Население — 460 (2010)

## Физико-географическая характеристика
Село находится в Заволжье, на левом берегу реки Большой Иргиз, чуть выше устья реки Камелик. Высота центра населённого пункта — 32 метра над уровнем моря. Рельеф местности равнинный. Почвы — пойменные нейтральные и слабокислые.
Село расположено в южной части Ивантеевского района, в 34 км по прямой на юго-восток от районного центра — села Ивантеевка. По автомобильным дорогам расстояние до районного центра составляет 64 км, до областного центра города Саратов — 340 км, до Самары — 200 км.
В полутора километрах  южнее села находится железнодорожная станция Клевенка.
Единственная сельская улица Советская расположена вдоль реки Большой Иргиз.

## История

### XVIII век
Село основано в промежутке между 1715 и 1720 гг. под названием "Кирпичи". Оно стало первым населённым пунктом в Ивантеевском Прииргизье. По преданию его основали беглые крестьяне из Тульской губернии. Кирпичами в то время называли глыбы гранита, которые водным путем по рекам Камелик, Таловая, Чаган и Яик доставлялись с Урала  для  изготовления из них мельничных жерновов ("клевцов"). Село стало сортировочным пунктом гранита, отсюда он поставлялся в другие населённые пункты и монастыри Прииргизья.
Со временем название "Кирпичи" сменилось на "Клевецкое", а нынешнее название установилось в конце XIX века.

### XIX век
В 1830 г. в село пришли первые речные баржи купцов, закупавших зерно у местных крестьян и вывозивших его на хлебные ярмарки Вольска, Балакова, Хвалынска.
Казённое село Клевенка (оно же Кирпичи) упоминается в Списке населённых мест Российской империи по сведениям за 1859 год. Село относилось к Николаевскому уезду Самарской губернии. В селе проживали 775 мужчин и 810 женщин.
В 1889 г. в селе была построена деревянная церковь с колокольней. Единственный её престол был освящён во имя Казанской Божьей Матери. Церковь располагала земельным наделом в 66 десятин. Причт состоял из священника, диакона и псаломщика. Церковная летопись велась с 1867 г. В тридцатые годы прошлого столетия церковь была уничтожена в результате проводимой Советской властью политики борьбы с религиозными организациями и репрессиями против верующих.
Согласно Списку населённых мест Самарской губернии по сведениям за 1889 год Клевенка являлась волостным селом Клевенской волости Николаевского уезда Самарской губернии. В селе проживало 2073 жителя. Земельный надел составлял 9783 десятины удобной и 1617 десятин неудобной земли, имелось волостное правление, церковь, школа, 4 ветряные мельницы, проводились 3 ярмарки.
По данным переписи 1897 года в Клевенке проживало 2492 человека, в том числе православных — 2489.

### XX век
Согласно Списку населённых мест Самарской губернии 1910 года село населяли бывшие государственные крестьяне, русские, православные, 1353 мужчины и 1385 женщины, в селе имелись волостное правление, церковь, земская и церковно-приходская школы, 7 ветряных мельниц, кирпичный завод, кредитное товарищество, урядник.
К 1910 г. в селе произошла модернизация водяных мельниц, построенных на Большом Иргизе, их число выросло до четырёх. На них производили высококачественную муку и различные крупы. Село превратилось в торговую и пассажирскую пристань. Крестьяне из близлежащих населённых пунктов продавали здесь зерно скупщикам, которые баржами доставляли его в Николаевск и Балаково.
В 1928 г. решением ВЦИК был создан Нижне-Волжский край с центром в г. Саратове. В соответствии с новым административно-территориальным делением Клевенка вошла в Ивантеевский район Пугачёвского округа этого края.
В 1928 г. в селе проживало 3900 человек. По решению районного совета крестьянских депутатов все водяные мельницы в селе были национализированы и переданы в аренду артели инвалидов, недовольные владельцы были арестованы. В течение последующих десяти лет мельницы по вине арендаторов пришли в негодность.
К 1930 г. в селе был создан колхоз "Искра революции".
В 1931 г. была создана Клевенская МТС. В 1935 у нее было 15 комбайнов, директором МТС был Григорьев.
В 1935 г. после отмены в стране карточной системы распределения хлеба в селе начала работать пекарня.
В 1937 г. в селе действовали школа-семилетка, почтовое отделение, сберкасса, больница, изба-читальня, клуб, два магазина, МТС.
В тридцатые годы по обвинению в антисоветской агитации были несправедливо осуждены жители села:
- Анненков Иван Максимович (1901 г.р., комбайнёр МТС, 10 лет лагерей)[11];
- Вдовин Федор Прокофьевич (1881 г.р., сторож сенного пункта, 10 лет лагерей)[12];
- Вдовин Тимофей Дмитриевич (1894 г.р., охранник МТС, 8 лет лагерей)[13];
- Кудрявцев Василий Гаврилович (1902 г.р., колхозник, 10 лет лагерей)[14];
- Кудрявцев Федор Никитович (1898 г.р., секретарь сельсовета, 10 лет лагерей)[15];
- Лавров-Горский Владимир Федорович (1888 г.р., медицинский фельдшер, 4 года лагерей)[16];
- Покаместов Федор Семенович (1886 г.р., плотник, 3 года лагерей)[17].

Они были реабилитированы Постановлением Президиума Саратовского областного суда и Саратовской областной прокуратурой.
В 1940 г. в "Книге достижений народного хозяйства СССР по Саратовской области" за высокие показатели в труде были отмечены:
- Пивоваров Николая Тарасович, тракторист Клевенской МТС;
- Подгорнов Семен Савельевич, комбайнер Клевенской МТС;
- Селиверстов Николая Федорович, комбайнер Клевенской МТС;
- Солодилов, Веньямин Гаврилович, слесарь Клевенской МТС.

В 1961 г. в связи с ликвидацией Ивантеевского района село вошло в состав Перелюбского района. Когда в 1967 г. Ивантеевский район был восстановлен, Клевенка вновь вошла в его состав. В этот же период создается новый совхоз "Победа" (центральная усадьба — село Канаёвка) и Клевенка становится отделением совхоза.

## Население
Динамика численности населения по годам:
| Годы      | 1859 | 1889 | 1897 | 1910 | 2002 |
| --------- | ---- | ---- | ---- | ---- | ---- |
| Население | 1585 | 2073 | 2492 | 2738 | 490  |

| 2002 | 2010 |
| ---- | ---- |
| 490  | ↘460 |

Национальный состав
Согласно результатам переписи 2002 года русские составляли 92 % населения села.

## Достопримечательности
- Храм во имя святой равноапостольной царицы Елены. Открыт в январе 2013 г.;
- Мемориальная плита погибшим воинам в годы Великой Отечественной войны.